# Maurice De Groote
Maurice de Groote (Schaarbeek, 14 juli 1910 – Ganshoren, 28 januari 1994) was een Belgisch zanger. Zijn stembereik was bas.
Hij is zoon van André De Groote, privéleraar van koning Leopold III van België, en Berthe Busine, componist. Zijn broer Pierre De Groote was musicus in Zuid-Afrika, broer Lucien was cellist en zuster Betty zangeres. Zijn neven (via Pierre) André De Groote en Steven De Groote werden bekende pianisten. Hij was enige tijd getrouwd met zangeres Lydia Sariban en met sopraan/mezzosopraan/kunstenares Lola Di Vito, dochter van componiste Berthe di Vito – Delvaux, op haar beurt dochter van een organist.
Maurice De Groote studeerde eerst wijsbegeerte, letteren en rechten voordat hij zich al snel tot de muziek wendde. Hij ging studeren aan het Koninklijk Conservatorium Brussel bij Maurice Wynants en Laurent Swolfs. Daarna nam het les bij Perea Joerenev. Hij haalde aan het conservatorium het virtuoziteitsdiploma en ook een eerste prijs in de lyrische kunst. Ook de Fernand Ansseauprijs en Jean Stas-prijs mocht hij in ontvangst nemen. Zijn debuut in vond plaats in Parijs. Zijn Belgische debuut vond plaats in het Koninklijke Muntschouwburg met een rol van Pygmalion in Jules Massenets Galathée. Daarna volgde opera op opera. In 1958 stapte hij over naar de Vlaamse Opera in Antwerpen. Als opera- en concertzanger zong hij talloze werken van de klassieken, maar ook het moderne repertoire schuwde hij niet; hij was betrokken bij de première van Darius Milhauds Christophe Colomb. Hij was ook frequent te zien en te horen bij de Belgische Omroepen, bijvoorbeeld in een de concertreeks Hedendaagse muziek.
Hij gaf zangles aan het Koninklijk Conservatorium Luik en was leidinggevend bij Les disciples de Grétry en de Bourgondische Kapel.